# Sant Maurici de Malavella

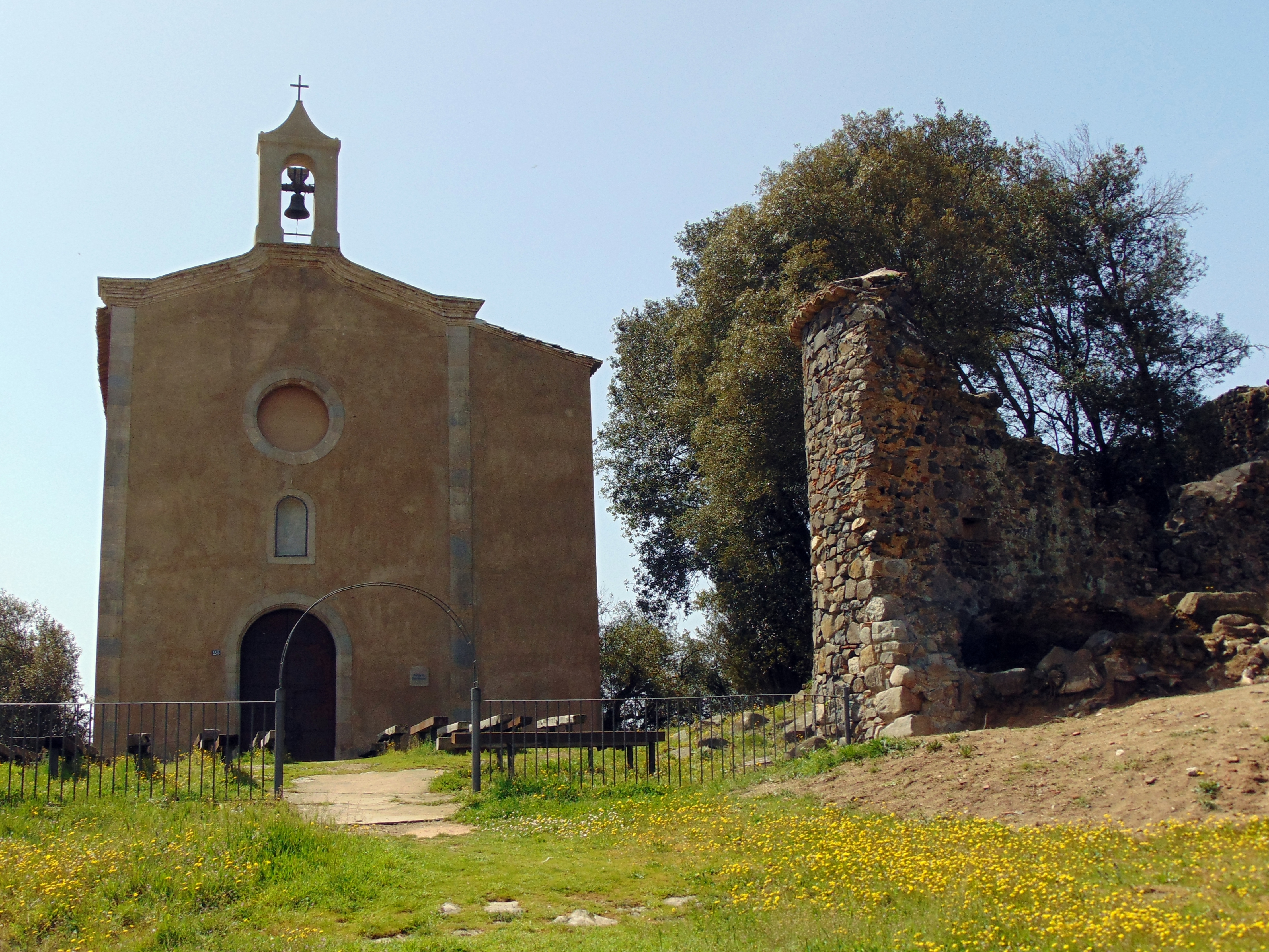

Sant Maurici de Malavella és un edifici religiós situat als afores del nucli urbà del municipi de Caldes de Malavella (Selva). Forma part de l'Inventari del Patrimoni Arquitectònic de Catalunya. Està ubicat al turó del mateix nom, molt a prop de les restes de les restes de l'antic absis de l'església primitiva, de les restes del Castell de Malavella i les de la muralla del segle xii. Aprofitant aquesta muralla hi ha un oratori exterior a la Mare de Déu de Lourdes.

## Descripció

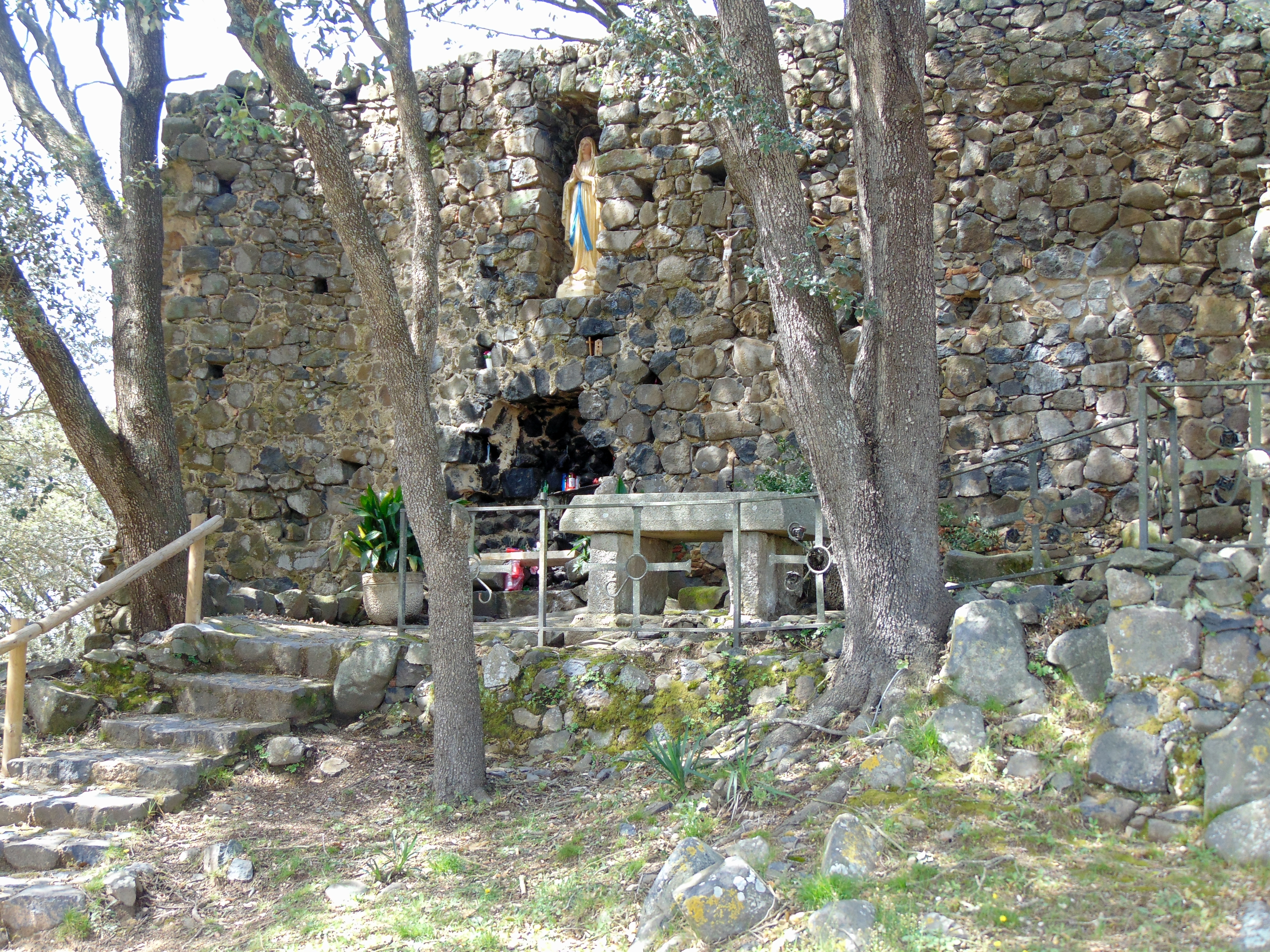
Oratori exterior a la Mare de Déu de Lourdes

Té una sola nau de planta rectangular i absis semi- circular. Està coberta per una teulada a doble vessant. Façana senzilla, amb una porta d'arc de mig punt, i a sobre, una petita fornícula i un ull de bou. Façana principal flanquejada per dues grans pilastres, una a cada costat. Campanar d'espedanya. A l'interior, hi ha com una mena de sòcol pintat d'un color verdós simulant una espècie d'aigües o de marbre. Destaquen unes pilastres amb estries simulades pictòricament i amb la base i el capitell daurats. Hi ha unes pintures murals amb escenes de la vida de Sant Maurici. Al sostre hi ha motllures pintades amb motius geomètrics.

## Geologia
El castell i l'ermita eren edificats sobre unes columnes basàltiques actualment molt ben conservades, es tracta de la xemeneia de Sant Maurici, enclavada en granodiorites.